# Condado de Larestan
El condado de Larestán (persa: شهرستان لارستان) es un condado de la Provincia de Fars en Irán. La capital del condado es Lar. El condado tiene nueve ciudades: Lar, Evaz, Beyram, Banaruiyeh, Fishvar, Juyom, Khur, Latifi y Emad Deh. El condado está subdividido en seis distritos: el Distrito Central, Beyram, el Distrito de Evaz, Banaruiyeh, Sahray-ye Bagh y Juyom.
La región histórica de Larestan & Lamerd consta de varios condados en la Provincia de Fars (Lar, Khonj, condado de Gerash, Lamerd) y el condado de Bastak en Hormozgán.
Los larestani hablan el idioma larestani. Los larestani son de ascendencia persa, la mayoría de los larestani son sunitas. La gente de Larestani se hace llamar "Khodmooni".
En la época medieval, Laristan fue gobernado por la dinastía local de Miladi, hasta que fue eliminado por una invasión safávida en 1610. En el siglo XIII, Larestán se convirtió brevemente en un centro de comercio en el sur de Persia. Larestán fue casi siempre una región oscura, que nunca se involucró en la política y los conflictos de la Persia dominante.
En el censo de 2006, la población del condado de Larestan era de 223235 personas.